# Anette Pedersen
Anette Pedersen (...) è un'ex triatleta danese.

## Carriera
Anette Pedersen ha gareggiato in competizioni internazionali negli anni '90.
Nel 1994 ha vinto la medaglia d'argento ai mondiali di Wellington alle spalle dell'australiana Emma Carney e davanti alla neozelandese Sarah Harrow.
Ha sfiorato per ben due volte il podio ai campionati europei di triathlon: nel 1993 agli europei di Echternach, vinti dalla tedesca Simone Westhoff con un tempo di 2:08:58, è arrivata a poco più di 30" dalla terza classificata - la francese Lydie Reuze - mentre agli europei di Eichstatt dell'anno successivo, vinti dalla tedesca Sonja Krolik davanti alla connazionale Simone Westhoff e alla francese Isabelle Mouthon-Michellys, Anette ha terminato la gara a meno di un minuto proprio dalla francese Isabelle.
In precedenza, è arrivata tra le prime dieci in gare valide per i Campionati europei in altre due occasioni: 9º a Genf nel 1991 e 6º a Lommel nel 1992.